# Patryk Brzeziński (remero)
Patryk Radosław Brzeziński (Poznań, 30 de octubre de 1984) es un deportista polaco que compitió en remo.
Ganó dos medallas en el Campeonato Europeo de Remo, en los años 2008 y 2009. Participó en los Juegos Olímpicos de Pekín 2008, ocupando el quinto lugar en la prueba de ocho con timonel.

## Palmarés internacional
| Campeonato Europeo | Campeonato Europeo  | Campeonato Europeo | Campeonato Europeo |
| Año                | Lugar               | Medalla            | Prueba             |
| ------------------ | ------------------- | ------------------ | ------------------ |
| 2008               | Maratón (Grecia)    | Medalla de bronce  | Ocho con timonel   |
| 2009               | Brest (Bielorrusia) | Medalla de oro     | Ocho con timonel   |